# Arbizzo
Arbizzo è una frazione geografica del comune di Cadegliano Viconago in provincia di Varese posta a sud del centro abitato, verso Marchirolo.

## Storia
Arbizzo fu un antico comune del Milanese, già sottoposto tuttavia nel Medioevo all'autorità comasca.
Registrato agli atti del 1751 come un borgo di 117 abitanti, nel 1786 Arbizzo entrò per un quinquennio a far parte dell'effimera Provincia di Varese, per poi cambiare continuamente i riferimenti amministrativi nel 1791, nel 1798 e nel 1799. Alla proclamazione del Regno d'Italia nel 1805 risultava avere 161 abitanti. Nel 1809 il municipio fu soppresso su risultanza di un regio decreto di Napoleone che lo annesse a Marchirolo. Il Comune di Arbizzo fu tuttavia ripristinato con il ritorno degli austriaci. L'abitato crebbe poi discretamente, tanto che nel 1853 risultò essere popolato da 269 anime, salite a 283 nel 1871. Il processo si invertì però alla fine del XIX secolo a causa della mancata industrializzazione della montagna, tanto che nel 1921 si registrarono 273 residenti. Fu così che nel 1928 il fascismo decise la definitiva soppressione del comune, unendolo a Cadegliano.